# Sant'Arianna
Sant'Arianna è una santa cristiana del II secolo, venerata come martire; secondo la leggenda sarebbe vissuta a Primnesso, in Frigia (l'odierna Seulun, in Turchia), ma sulla sua esistenza non si hanno notizie certe.

## Agiografia
Secondo la leggenda, Arianna sarebbe stata la schiava di Tertullo, un decurione di Primnesso; Arianna si sarebbe rifiutata di interrompere il proprio digiuno per la festa di compleanno di Tertullo, il quale avrebbe così scoperto la fede della donna e l'avrebbe richiusa in una cella in casa propria per un mese (i cristiani erano criminalizzati da un editto locale); passato tale periodo, tuttavia, Tertullo venne accusato di nasconderla da qualche delatore al preside Gordio. Tertullo riuscì a sfuggire indenne al processo sostenendo di non sapere che Arianna fosse cristiana, poiché era parte della dote di sua moglie, mentre Arianna si proclamò apertamente cristiana.
Arianna venne condannata ad essere torturata sul cavalletto, ma Gordio le concesse tre giorni per abiurare la propria fede su forte richiesta popolare (la gente era rimasta infatti impietosita dalla giovane età della ragazza); passati i tre giorni, Arianna scappò sulle montagne e, braccata dagli inseguitori, per salvarsi pregò Dio affinché l'accogliesse dentro un sasso, venendo esaudita. Gordio ordinò ai sacerdoti del tempio di aprire la roccia ed estrarre la ragazza, mostrando così la potenza degli dèi pagani, ma un temporale improvviso e l'apparizione di due angeli costrinsero la folla spaventata alla fuga. Arianna non uscì più dalla roccia, e venne dato per assunto che fosse morta lì dentro, motivo per cui è considerata martire (più realisticamente, alcune fonti ipotizzano che sia stata semplicemente uccisa al termine dei tre giorni).

## Culto
La storicità della vicenda è dubbia; Pio Franchi de' Cavalieri considerava attendibile almeno la parte riguardante il processo di Tertullo e Arianna, mentre il resto sarebbe stata una pia invenzione. 
Il Martirologio Romano fissava per la memoria di sant'Arianna la data del 17 settembre, spostata poi al 18 settembre nella versione aggiornata; alla stessa data è ricordata anche dal Sinassario Costantinopolitano (oltre che il 27 settembre, questa volta insieme con santa Ripsima). Su altri calendari è infine riportata al 1º ottobre.
Il principale attributo iconografico della santa è il ramo di palma, simbolo del martirio, benché la leggenda non faccia riferimento ad alcuna esecuzione (probabilmente il redattore la indicò come martire influenzato da qualche altra agiografia, come quelle di santa Tecla e santa Barbara).